# 언해구급방
《언해구급방》(諺解救急方)은 조선시대 허준이 쓴 위급한 환자를 구하는 응급조치용 약방문(藥方文)을 번역하여 한글로 쓴 목활자본 책이다. 백성들이 쉽게 보기 위해 한글로 풀어썼다.
1601년(선조 34) 허준이 임진왜란 중에 사라진 구급방, 두창집, 태산집 등을 언해하라는 선조의 명으로 작성하기 시작한 의서들 중의 하나이다.
2권 2책으로 선조 때의 의서로서, 왕명에 따라 1608년(선조 41년) 허준이 번역하였다. 현재 원본은 전하지 않고 후대 복간본의 완질은 일본에, 상권은 서울대학교 가람문고에 소장되어 있다. 일본에 있는 완질본은 한글학회에서 1975년 영인·간행하였다.

## 같이 보기
- 동의보감
- 구급방언해 : 1466년(세조 12) 간행. 목판본 책.